# Tamir-Tsetserleg (meteoryt)
Tamir-Tsetserleg – meteoryt kamienny niesklasyfikowany o ogólnej masie 173 kg, znaleziony w 1956 roku w ajmaku północnochangajskim.